# Élections européennes de 2009 en Lituanie
Les élections européennes se sont déroulées le dimanche 7 juin 2009 en Lituanie pour désigner les 12 députés européens au Parlement européen, pour la législature 2009-2014.

## Listes en présence
15 listes étaient déposées auprès des autorités :
1. Parti de la résurrection nationale (Tautos prisikėlimo partija - TPP) 	10
2. "FRONTO" PARTIJA 	11
3. Ordre et justice (Partija Tvarka ir teisingumas - TT) 	24
4. Parti social-démocrate lituanien (Lietuvos socialdemokratų partija - LSP)	24
5. Žemaičių partija 	8
6. Lietuvos centro partija 	19
7. Mouvement libéral de la république de Lituanie (Lietuvos Respublikos liberalų sąjūdis - LRLS) 24
8. Action électorale polonaise de Lituanie (Lietuvos lenkų rinkimų akcija - LLRA)	24
9. Pilietinės demokratijos partija 	8
10. Krikščionių konservatorių socialinė sąjunga 	10
11. Union de la patrie - Chrétiens-démocrates lituaniens (Tėvynės sąjunga - Lietuvos krikščionys demokratai - TS)	24
12. Parti du travail (Darbo partija) 	21
13. Tautinė partija LIETUVOS KELIAS 	9
14. Union centriste et libérale (Lituanie) (Liberalų ir centro sąjunga - LCS) 	24
15. Union populaire agraire lituanienne (Lietuvos valstiečių liaudininkų sąjunga - LVLS) 22

## Résultats
| Parti                                                         | %       | Sièges | Groupe parlementaire européen |
| ------------------------------------------------------------- | ------- | ------ | ----------------------------- |
| Union de la patrie - Chrétiens-démocrates lituaniens (TS-LKD) | 25,69 % | 4      | PPE-DE                        |
| Parti social-démocrate (LSP)                                  | 19,06 % | 3      | PSE                           |
| Ordre et justice (TT)                                         | 12,55 % | 2      | UEN                           |
| Parti du travail (DP)                                         | 9,30 %  | 1      | ADLE                          |
| Action électorale polonaise de Lituanie (LLRA)                | 8,27 %  | 1      |                               |
| Mouvement libéral de la république de Lituanie (LRLS)         | 7,05 %  | 1      | ALDE                          |